# Anders Fannemel
Anders Fannemel, né le 13 mai 1991 à Hornindal, est un sauteur à ski norvégien.

## Carrière
Dans sa jeunesse, il se consacre d'abord au biathlon, puis se redirige vers le saut à ski en 2004, qu'il pratique au club de sa ville natale Hornindal. En 2007, il est inscrit à ses premières compétitions internationales (Coupe FIS), puis gagne son premier concours un an plus tard aussi en Coupe FIS. En août 2009, il s'impose à la manche de Coupe continentale estivale disputée à Lillehammer.
Il fait ses débuts en Coupe du monde en décembre 2009 à Lillehammer en Norvège avec une dixième place. Trois ans plus tard, il monte sur le podium en se classant deuxième de la manche de Lillehammer. En 2012, il atterrit à 244,5 mètres au tremplin de vol à ski de Vikersund, soit à deux mètres du record du monde détenu par Johan Remen Evensen.
En 2014, il participe aux Jeux olympiques de Sotchi où il s'approche du podium avec une cinquième place au grand tremplin. En décembre 2014, il retrouve les podiums en Coupe du monde en terminant deuxième à Lillehammer. Il gagne une semaine plus tard son premier concours en Coupe du monde en Russie à Nijni Taguil, avant de gagner de nouveau à Titisee-Neustadt. Il sera finalement quatrième du classement général en fin de saison.
Le 15 février 2015, il bat le record du monde de vol à ski avec un saut de 251,5 mètres sur le tremplin de Vikersund. Il améliore de 1,5 mètre le record établi la veille par Peter Prevc.
Il est aussi champion du monde par équipes en 2015 à Falun, où il est aussi septième et neuvième en individuel. En 2016, il remporte le titre de champion du monde de vol à ski par équipes, tandis qu'il ajoute un troisième succès en Coupe du monde à son compteur au concours de Sapporo, au Japon. 10e mondial cet hiver, il gagne une épreuve du Grand Prix l'été qui suit, mais ne conserve pas cette forme pour la saison 2016-2017, où il n'enregistre aucun podium individuel. Son moment fort est la médaille d'argent à l'épreuve par équipes des Championnats du monde à Lahti, où il termine cinquième en individuel.
Lors de la saison 2017-2018, où ont lieu les Jeux olympiques de Pyeongchang, il commence l'hiver avec plusieurs résultats en dehors du top trente (1 seul top dix), mais aligne trois victoires aux concours par équipes. Il retrouve le haut de l'affiche à Engelberg, où il signe sa quatrième victoire en Coupe du monde, devant Richard Freitag pour 0,1 point. Sur la compétition la plus importante du circuit, la Tournée des quatre tremplins, il ajoute deux podiums à son palmarès et prend le troisième rang, derrière Kamil Stoch et Andreas Wellinger, son meilleur dans la Tournée. Il est dans l'équipe norvégienne pour les Jeux olympiques, mais n'est utilisé dans aucune épreuve.
À l'été 2019, il chute dans un entraînement à Wisla, et contracte une blessure au genou (rupture du ligament croisé antérieur), qui l'éloigne des tremplins pour la saison qui suit. Malgré trois opérations, la douleur est toujours présente à l'été 2020, ce qui l'empêche de s'entraîner. Il a pour but les Jeux olympiques de 2022, mais craint de devoir arrêter sa carrière.
Sa sœur Eline et son frère Einar sont biathlètes et ses cousins Lorentz et Brede sont aussi sauteurs à ski.

## Palmarès

### Jeux olympiques
| Épreuve / Édition | Sotchi 2014 |
| Petit tremplin    | 15e         |
| Grand tremplin    | 5e          |
| Par équipes       | 6e          |

### Championnats du monde
| Épreuve / Édition | Épreuve / Édition | Falun 2015 | Lahti 2017 |
| Petit tremplin    | Petit tremplin    | 9e         | -          |
| Grand tremplin    | Grand tremplin    | 7e         | 5e         |
| Par équipes       | Petit tremplin    | -          | -          |
| Par équipes       | Grand tremplin    | Or         | Argent     |

### Championnats du monde de vol à ski
| Épreuve / Édition | Vikersund 2012 | Harrachov 2014 | Kulm 2016 |
| Individuel        | 13e            | 7e             | 7e        |
| Par équipes       | 4e             |                | Or        |

### Coupe du monde
- Meilleur classement général : 4e en 2015.
- 3e de la Tournée des quatre tremplins 2017-2018.
- 12 podiums individuels dont 4 victoires, 6 deuxièmes places et 2 troisièmes places.
- 18 podiums par équipes dont 9 victoires.

Palmarès au 8 février 2018

#### Différents classements en Coupe du monde
| Année     | Classement général final |
| 2009-2010 | 60e                      |
| 2011-2012 | 25e                      |
| 2012-2013 | 26e                      |
| 2013-2014 | 23e                      |
| 2014-2015 | 4e                       |
| 2015-2016 | 10e                      |
| 2016-2017 | 26e                      |
| 2017-2018 | 12e                      |
| 2018-2019 | 36e                      |
| 2021-2022 | 71e                      |
| 2022-2023 | 78e                      |

#### Détail des victoires
| Année | Lieu                                                |
| 2015  | Nijni Taguil (Russie), Titisee-Neustadt (Allemagne) |
| 2016  | Sapporo (Japon)                                     |
| 2018  | Engelberg (Suisse)                                  |

### Championnats du monde junior
| Épreuve / Édition | Hinterzarten 2010 | Otepää 2011 |
| Individuel        | 11e               | 4e          |
| Par équipes       | 11e               | Bronze      |

### Grand Prix
- 1 victoire.

### Coupe continentale
- 4 victoires.